# ミノ・シネル
ミノ・シネル（Mino Cinélu、1957年3月10日 - ）は、フランスのミュージシャン。彼はマルチ楽器奏者である。作曲家、プログラマー、音楽プロデューサーとしても活動。それらはほとんどの場合、主にジャズ・パーカッショニストとしての彼の仕事に関連している。 

## 略歴
シネルはオー＝ド＝セーヌ県サン＝クルーで生まれた。父親はマルティニークの出身で、母親はフランス人であった。父親と2人の兄弟がミュージシャンであったため、幼い頃から音楽に関わり、パリ郊外のシャペル・デ・ロンバルドなどのさまざまなコンサート・ホールで時を過ごし、演奏をするようになった。彼はジャズ、ロック、サルサなどのさまざまなスタイルの音楽に興味を持ち、エジプトの聖歌やロマ音楽などのより難解な音楽にも興味を持つようになっていく。後に自身のレパートリーを、ファド、フラメンコ、アフリカ音楽、日本の音楽、そしてスラブ音楽まで含めながら広げていった。
シネルが最初に手にした楽器はボンゴで、それが自分の音楽から挑戦し生活していこうという決心を導き出した。彼はしばしばストリートでボンゴを演奏し、そこで初めて即興を試みることとなった。1970年代の終わりに、彼はフランスのフュージョン・シーンに強い興味を抱き、他のミュージシャンや音楽業界のメンバーと多くのつながりを築くようになった。さまざまな時期に、ジェフ・ギルソン、シュート・リブレ、Moravagineと共演した。その後まもなく、彼はベルナール・ラヴィリエ、コレット・マニー、ゴング、トト・ビサントなどのアーティストと演奏を始めた。
1979年に彼はニューヨークへと移住した。難しいスタートを切った後、彼はジョージ・ベンソン、ウェイン・ショーター、ケニー・バロン、カサンドラ・ウィルソンなど、ニューヨーク市内とその周辺に住むミュージシャンたちと出会った。彼はさまざまな状況下で新しい楽器を学び続けた。たとえば、ゴスペル合唱団ではベースを演奏し、ドラムのレッスンを行うことでいくらかのお金を稼いだ。1980年代の初めに、彼はニューヨークのクラブ「Mikkel's」にてソウル・バンドで演奏しているときにマイルス・デイヴィスと出会う。マイルスは彼に自身のグループのパーカッショニストとしての仕事を提供し、グループのドラマーであるアル・フォスターと一緒に演奏した。1か月のリハーサルの後、シネルはマイルス・デイヴィス・バンドとツアーに出た。
マイルス・デイヴィスとの仕事が、より多くの人々に認知されることへとつながった。ハリウッド・ボウルでのコンサート中、ジョー・ザヴィヌルがパーカッショニストとしてウェザー・リポートに参加するよう彼に連絡し、シネルはそれを受けた。この在籍期間中、彼はウェザー・リポートのメンバーであるウェイン・ショーターとジョー・ザヴィヌルの助けを借りて作曲をするようになった。
ミシェル・ポルタルがマイルス・デイヴィスと一緒にシャトレ座で演奏するシネルの姿を観てからというもの、シネルはミシェルとも演奏するようになった。
1990年代から、シネルはソロ・キャリアに取り組み始めた。最初のソロ・アルバムであるセルフタイトルの『Mino Cinelu』は、2000年にリリースされた。続くアルバム『Quest Journey』では、ギタリストのビル・フリゼールとジェリー・レナード、キーボード奏者のドン・ブラックマン、ベーシストのレオ・トラヴェルサ、DJのDJロジックとニコデムス、歌手のトニ・スミス、そしてラッパーのダ・ライオネスとコラボレーションした。『Quest Journey』に、2006年のアルバム『La californie』が続いた。

## ディスコグラフィ

### リーダー・アルバム
- World Trio (1995年) ※with ケヴィン・ユーバンクス、デイヴ・ホランド
- 『スワンプ・サリー』- Swamp Sally (1995年) ※with ケニー・バロン
- Mino Cinelu (2000年) ※with マウン・マディニーナ
- Quest Journey (2002年)
- La californie (2006年)

### 参加アルバム
ゴング
- 『ガズーズ!』- Gazeuse! (1976年)

パット・メセニー・グループ
- 『イマジナリー・デイ』 - Imaginary Day (1997年、Warner Bros.)

マイルス・デイヴィス
- 『ウィ・ウォント・マイルス』 - We Want Miles (1981年)
- 『スター・ピープル』 - Star People (1983年)
- 『デコイ』 - Decoy (1984年)
- That's What Happened: Live in Germany 1987 (1987年) ※DVD

ウェザー・リポート
- 『スポーティン・ライフ』 - Sportin' Life (1985年、Columbia)
- 『ディス・イズ・ディス』 - This is This! (1986年、Columbia)

### その他
- イリアーヌ・イリアス : 『ロング・ストーリー』 - A Long Story (1991年、Manhattan)
- ロビン・ユーバンクス : 『カーマ』 - Karma (1991年、JMT)
- ギル・エヴァンス : 『ライブ・アット・スイート・ベイジル』 - Live at Sweet Basil (1986年、Gramavision) ※1984年録音
- ギル・エヴァンス : 『ライブ・アット・スイート・ベイジル Vol.2』 - Live at Sweet Basil Vol. 2 (1987年、Gramavision) ※1984年録音
- ミシェル・ポルタル : Turbulence (1987年)
- スティング : 『ナッシング・ライク・ザ・サン』 - ...Nothing Like the Sun (1987年)
- アンディ・サマーズ : 『ワールド・ゴーン・ストレンジ』 - World Gone Strange (1991年)
- ロザンナ・ヴィトロ : Reaching for the Moon (1991年、Chase Music Group)
- ロザンナ・ヴィトロ : Softly (1993年、Concord Jazz)
- ロザンナ・ヴィトロ : Tropical Postcards (2004年、A Records)
- ロザンナ・ヴィトロ : Clarity: Music of Clare Fischer (2014年、Random Act Records)
- クリスチャン・マクブライド : 『ナンバ－ 2 エクスプレス』 - Number Two Express (1995年)
- ケニー・バロン : 『サンパオ』 - Sambao (1992年)
- ケニー・バロン : 『アザー・プレイセス』 - Other Places (1993年)
- ケニー・バロン : Things Unseen (1997年)
- ジャッキー・テラソン & カサンドラ・ウィルソン : 『テネシー・ワルツ』 - Rendezvous (1997年、Blue Note)
- ジェリ・アレン : 『オープン・オン・オール・サイズ』 - Open on All Sides in the Middle (1987年、Minor Music)
- ジェリ・アレン : 『ザ・ギャザリング』 - The Gathering (1998年、Verve)
- ジャッキー・テラソン : 『ホワット・イット・イズ』 - What It Is (1999年、Blue Note)
- アラン・バシュング : L'Imprudence (2002年)
- セルジュ・フォルテ : Thanks for All (2004年、Ella Productions)
- アナ・マリア・ヨペック : Farat (2003年)
- Groove 55 : Voyage (2012年)
- ケイト・ブッシュ : 『ビフォア・ザ・ドーン〜夜明け前』 - Before the Dawn (2016年)
- ニルス・ペッター・モルヴェル : SulaMadiana (2020年)